# 崁頭
崁頭，是台灣新竹縣新豐鄉的一個傳統地域名稱，位於該鄉東部。相較於今日行政區，其範圍大致與瑞興村相近。

## 歷史
台灣清治末期至日治前期，崁頭地區為一街庄，稱為「崁頭庄」，隸屬於竹北二堡。該庄北與青埔仔庄為鄰，東與和興庄、德盛庄為鄰，南邊為中崙庄，西邊為紅毛港庄。
1901年（日治明治三十四年）11月，全台廢縣廳改設二十廳，該庄隸屬於新竹廳。1909年（明治四十二年）10月，合併二十廳為十二廳，該庄隸屬不變。1920年（大正九年），廢十二廳改設五州二廳，該庄改制為「崁頭」大字，隸屬於新竹州新竹郡紅毛庄。
戰後紅毛庄改制為紅毛鄉，隸屬於新竹縣，大字亦改制為村。1950年桃、竹、苗分治，本地區隸屬不變。1956年，紅毛鄉改名為新豐鄉。

## 聚落
本地區發展較早的聚落有上崁頭厝、下崁頭厝等，後來發展形成的聚落則有瑞興、沈屋、徐屋、黃屋等。

## 交通
鄉道竹2線是新庄子至新湖口的道路，大致以西南西—東北東走向轉西北西—東南東走向經過崁頭地區，向西南西可前往新庄子並止於鄉道竹6線路口，向東南東可前往新湖口並止於鄉道竹7線路口。

## 學校
- 瑞興國小